# Daisy Kenyon
Daisy Kenyon es una película de 1947 de 20th Century Fox protagonizada por Joan Crawford, Henry Fonda y Dana Andrews en sus papeles principales. El guion fue escrito pot David Hertz basado en una novela de Elizabeth Janeway y fue dirigido y producido por Otto Preminger. 

## Argumento
Daisy Kenyon (Crawford) es una artista comercial de Manhattan que tiene un romance con un arrogante pero afamado abogado llamado Dan O'Mara (Andrews). O'Mara está casado y con hijos. Daisy se encuentra con un hombre soltero, un veterano de guerra llamado Peter Lapham (Fonda). Después de un breve cortejo decide casarse con él aunque ella aún sigue enamorada de Dan. Por aquel entonces, Dan se separa de su esposa e intenta que Daisy deje a Peter para así recuperarla. Pero Daisy se da cuenta de que no puede continuar amando a Dan. 